# ぴっかり高木
ぴっかり高木（ぴっかりたかき、1973年3月6日 - ）は、日本のお笑い芸人、ボクサー、歌手。大阪府出身。吉本興業所属。キャットミュージックカレッジ専門学校出身。
オーディション組でNSCには通っておらず、事務所内では東京NSC11期生扱いとされている。本名は髙木暁生。

## 経歴

### 芸人デビュー前
大阪府大阪市城東区出身。大阪で目的のない日々を過ごしていたが、20歳の時にNGK（なんばグランド花月）の駐車場係や清掃スタッフのアルバイトとなり、後に吉本興業の子会社に入社した。吉本の子会社の社員時代には仕事の傍らプロボクサーとして「ぴっかり高木」のリングネームで活動し、ボクシングを通じて清水キョウイチ郎と親交を持つ。ボクサーとして伸び悩んでいた事を清水へ相談した事を契機に、インディーズ芸人としてR-1ぐらんぷりにアマチュアとして出場したり無料ライブ「ぴかぴかライブ」を開くなどの活動を行う。 

### 芸人デビュー後
2005年、よしもとクリエイティブ・エージェンシー所属となる。2007年、R-1で準決勝にまで勝ち残り、関西テレビの特集番組「R-1祭り」に出演してテレビ初出演を果たす。しかしその番組出演中にネタを披露したところ大スベリし、そのあと若干の問題発言をし、司会の太平サブローら出演者たちから非難を浴びたという逸話を持つ。
2007年7月、同じインディーズから吉本所属となったR藤本とコンビ「サイヤ人地球襲来!」を結成する。ベジータの物真似を得意とする藤本に対して禿頭を生かしてその部下であるナッパを演じ、原作とは正反対にベジータより小柄というギャップで笑いを取っていた（ネタによっては同様に小柄で禿頭である事からクリリンを演じる事もあった）。
2007年10月、コンビ「ぴっかり高木とR藤本」として本格的にコンビ活動を開始。2007年年末には早くもニコニコ動画のコンテンツとして吉本が運営していた「よしよし動画」で配信された「よしよし動画 60秒エピソードバトル3」が話題を集め、インターネット上での知名度を上げる。
baseよしもとのプレステージ決勝に進出するなどしたが、2008年8月25日に「相方との方向性の違い」からコンビを解散し、それぞれ大阪から東京へ活動拠点を移した。喧嘩別れという訳ではなく、現在でもDB芸人関係のイベントや配信で共演する事も少なくない。また吉本興業所属のアニメキャラ芸人たちによるコメディーショー「劇団アニメ座」にも所属している。
上京後は暫くピン芸人だったが、2009年12月にいしいそうたろうと「ぴっかり高木といしいそうたろう」を結成してコンビ活動を再開した。

### 住みます芸人就任後
2011年、ローカルタレントの育成を目指した「あなたの街に住みますプロジェクト」でいしいと共に山梨県担当に選抜され、積極的に山梨での番組出演や営業、ライブ活動などを展開している。YBSラジオ、エフエム甲府、峡東ケーブルネット、山梨放送などのローカルラジオ・テレビへの出演も増えており、2013年4月4日には初のレギュラー番組として「ててて!TV」（山梨放送）がスタートした。2013年8月27日、山梨県から観光大使に任命された。
2015年、海山昆布、R藤本らとのトリオ「サイヤ人襲来!!」として7年ぶりに元相方のR藤本とM-1に出場した。
2019年末にコンビを解散しぴっかり高木は東京で、いしいそうたろうはよしもと住みます芸人を、継続する旨を発表した。2019年12月31日に山梨住みます芸人を卒業。
2021年7月、かずみんとユニット「ぴっかり高木とかずみん」を結成し、同年のM-1グランプリにて2回戦へ進出。2022年1月より、正式にコンビとなった事が発表された。現在は「1973（イチキューナナサン）」にコンビ名を改名。

## 人物
- 芸名の苗字はくち高の「高木」表記だが、本名の苗字ははしご高の「髙木」表記が正しい。
- 色々な経歴や特技を持ち、多芸な一面を持つ。
  - 前述の通りボクシングのプロライセンスを持ち、二十代の頃はタイトルを目指して試合に取り組んでいた。対戦成績は3勝6敗。
  - キャットミュージックカレッジ専門学校のミュージシャン専攻ボーカル科に在学していた。歌唱力は高く、バンド活動では作詞も手がけている。
  - 東京時代は人力車の車夫として浅草で働いていた。また都内のカレー屋「マジックカリー」（2009年閉店）でアルバイトをしていた事もある。
  - 番組でレポートしたのがきっかけとなって近年は書道にも挑戦していて、相方のいしいと書道家・望月大耿に弟子入りしている。
- 大阪在住の頃は実家に住んでいたが、東京進出時には先輩芸人であるデスペラード邸に居候していた。山梨県移住後は「住みます」プロジェクトの一環として甲州市塩山地区（旧塩山市）の古民家に移住している。月曜から夜ふかしにて一般人として東京で街頭インタビューを受けた際、そこでの『恐怖体験』を語った。
  - 塩山地区では高木の移住を祝って歓迎会が催され、地元の消防団や青年会議所にも参加している。また甲州市長から「甲州市在住芸人」として公認を与えられている。
  - 2013年、相方のいしいと共に山梨県から観光大使に任命された。
- コロガキというバンドで音楽活動を行っている（自身はボーカル担当）[12]。バンド名は山梨で干し柿を意味する「ころ柿」に由来する。

### 交友
- 元々吉本子会社の社員だったという関係上、素人時代から芸人との幅広い交流を持っている。
  - 清水キョウイチ郎からは素人時代から可愛がられ、知人の結婚式で一緒に漫才をしたりと親交が深く、他の大御所芸人から話しかけられても「今、高木と話してますんで」と後回しにする程の間柄であったという。
  - ウーマンラッシュアワーの村本とはインディーズ系ライブ「ぴかぴかライブ」を開いていた頃からの知人。にもかかわらずツイッターでフォローして貰えず、逆にブロックされてしまった。
    - 若手時代から努力家だった村本から怠惰な姿勢を諭されたのだと考えて落ち込んでいたが、後に「面白いと思ったから」とノリでブロックされた事を告げられた[注 2]。

  - 矢野・兵動の矢野勝也がトリマーの専門学校に通っているのを聞いて、合コンのセッティングを頼み込んだ事もある。
  - 先輩芸人のspan!とは仲がよく、水本曰く「よく街中で遭遇する」という。
  - M-1グランプリにジャンふじたにやツジカオルコとのコンビで出場した経験もある（結果はそれぞれ2回戦進出）。
- 元相方のR藤本は解散時に「（高木と）コンビでなかったらこんなに話題にはならなかった」と語る一方、私生活面のだらしなさや女癖の悪さについてしばしば暴露している。
  - 解散についても、コンビで東京進出を考えていた大事な時期に「どうせ上京するなら」と関西の女芸人へ手当たり次第にセクハラメールを送ったのも一因だと冗談交じりに語っている。
  - ぴっかり高木とR藤本時代はまだボクサー時代をうかがわせるシャープな体格だったが、近年は肥満気味である事から「ハンプティダンプティ」と評している。
  - 2009年のR-1で披露したネタの中に「自分が去年のR-1でやったネタが含まれていた」とモスグリーンが配信するネットラジオで暴露している。

### 逸話
- やりすぎコージーに出演した時にはその個性の強さから東野幸治より「謎の人物」と評された。
- 非常にイビキがうるさく、自身のブログにもイビキが原因でおこったことなどが時々を書かれている。
  - 居眠りも非常に多く、ロケ中に寺の柱に寄り掛かった状態でイビキをかきながら寝ていた事もあるという。自身がイベントでMCをしている際も、共演者のコメント中に居眠りをしていたといい、他人に迷惑をかけている。
- M-1グランプリ2007に「サイヤ人地球襲来!」で出場した際、ネタのオチにパンティを被ったが、結果的にこれが原因で1回戦敗退した。
- 過去にとんねるずのみなさんのおかげでしたの1コーナー「細かすぎで伝わらないモノマネ選手権」のオーディションを受けたが落選している。
- 一時期、知り合いの女子中学生とのコンビで活動していた時期もあった。そのコンビ名は「乙女高校帰宅部」、「援助交際」など。
- ボクサーになる前はいじめられっ子であった事をブログで告白しており、その経験から見た目や評判で人を判断しない事を心掛けているという。

## 芸風
- いままで披露してきた主なネタは、以下の通り。
  - コンビ時代からのネタで、ドラゴンボールZのキャラクターナッパに扮しておこなう漫談。
  - 山下敏感まなぶがプロデュースした「セクシィギャラクシィ」。
- この他にも単発的に披露したネタがいくつも存在しる。
  - ネタの途中で突然女性用下着を頭に被ったりもしている。

## 出演番組

### テレビ

#### 現在の出演番組
- それって!?実際どうなの課（不定期出演）
- まろに☆え〜るTV（不定期出演）

#### 過去の出演番組
レギュラー
- ヤマナシプロデュース（山梨放送、2011年10月1日 - 2013年3月30日[13]）※月1コーナー「ご近所ツーリズム」に出演
- ささらほうさら虎ベラーず[14]（峡東ケーブルネット11ch、2013年5月6日 - 2014年10月[13]）
- めた!ウォーク（富士川CATV、2013年7月 - 2014年10月[13]）
- 地域の魅力再発見（CATV富士五湖、2015年4月 - 2016年3月[13]）
- ててて!TV（山梨放送、2013年4月4日 - 2019年3月25日）いしいそうたろうと共に中継担当

単発・スペシャル
- フットボールアワーVSbaseよしもと（2008年1月4日）
- おもろい若手出てきたよ！ぴっかり高木とR藤本の15分（スカパー・ヨシモトファンダンゴTV、2008年3月8日）
- やりすぎコージー（テレビ東京、2008年3月8日）
- 南パラZ!（関西テレビ、2008年3月21日）
- 世界一短いギャグ祭！お笑いメリーゴーランド（TBS、2008年3月22日）
- ジャイケルマクソン（毎日放送、2008年4月23日）
- なべあちっ!（フジテレビ、2008年5月13日・6月10日・2009年3月17日）
- 千鳥のぼっけぇTV!（GAORA、2008年5月14日）
- 水野キングダム（TOKYO MX、2008年6月10日）
- 「ネタの決戦!THE・おもしろキング」（テレビ朝日、2008年7月4日）
- マヨブラ流（よみうりテレビ、2008年7月19日）
- 24時間テレビ 「愛は地球を救う」（日本テレビ、2008年8月31日）

くりぃむ&スザンヌ芸能人お宝映像大放出「若手芸人ゴングショー」
- 有吉AKB共和国（TBSテレビ、2010年12月16日）
- 日本全国 住みます芸人 アカデミーSHOW　（関西テレビ、2012年3月31日）
- 日本元気大賞2012 ?決定！日本を元気にしたNO1住みます芸人！? （朝日放送、2012年4月29日）
- ニッポン最強お夜食 今夜、食べちゃう！   （朝日放送、2013年 9月14日）
- 24時間テレビ 「愛は地球を救う」山梨（日本テレビ系列/山梨放送、2014年8月30・31日）
- 情報ライブ ミヤネ屋  （よみうりテレビ、2014年9月18日）
- 日本列島スゴおもバトル〜平成版 全国各地のアッと驚く投稿！ネタMAP （よみうりテレビ、2016年3月12日）
- まろに☆え〜るTV〜とちぎの旅!ワクワクすっぞ!〜（とちぎテレビ、2018年3月1日、2018年3月8日、2018年3月22日）
- 月曜から夜ふかし（日本テレビ、VTRインタビュー2018年7月2日）
- それって!?実際どうなの課（日本テレビ、2019年11月27日）

### ラジオ
- Talk魂765 Go!Go!イチ（YBSラジオ）
  - コーナー「時の大辞典」（2011年10月11日 - 2013年3月26日[13]）※月1回火曜に30分ほどのコーナー
  - コーナー「ふにゅ洗弁天」（2012年9月7日 - 2012年12月28日[13]）※毎週金曜に10分ほどのコーナー
- 土曜ワイド酒折倶楽部（エフエム甲府、2012年4月[13] - ???）
- ブーブーレディオ/Boo Boo Radio（YBSラジオ、2012年10月6日 - 2013年3月30日[13]）※中継リポーターで出演

### CM
- 「JIMOT CM 2014」山梨県 - 第6回沖縄国際映画祭出展作品

### インターネット番組

#### ニコニコ生放送
- R藤本の水曜はじけてまざれ!
  - R藤本の水曜はじけてまざれZ!(第60回、第71回ゲスト出演)
  - R藤本の水曜はじけてまざれ越(OVER)!（第293回、第297回、第372回、第416回ゲスト出演）

#### YouTube
- 俺んとうの音楽（YouTube、2013年10月11日 - 2014年4月23日）

## 舞台

### 大会
- M-1グランプリ
  - 「M-1グランプリ2006」（2回戦進出）※ジャンみやがわとのコンビ『ザ・ニートジェネレーション』としてアマチュア出場
  - 「M-1グランプリ2007」（1回戦敗退）※サイヤ人地球襲来!として出場
  - 「M-1グランプリ2008」（2回戦進出）※ぴっかり高木とツジカオルコとして出場
  - 「M-1グランプリ2015」（2回戦進出）※サイヤ人地球襲来![15]として出場
- R-1ぐらんぷり
  - 「R-1ぐらんぷり2007」（準決勝進出）※アマチュア出場
  - 「R-1ぐらんぷり2009」（2回戦進出）
  - 「R-1ぐらんぷり2010」（1回戦敗退）
  - 「R-1ぐらんぷり2011」（1回戦敗退）
  - 「R-1ぐらんぷり2012」（2回戦進出）
  - 「R-1ぐらんぷり2013」（2回戦進出）
  - 「R-1ぐらんぷり2014」（2回戦進出）
  - 「R-1ぐらんぷり2015」（2回戦進出）
  - 「R-1ぐらんぷり2016」（2回戦進出）
- 「キングオブコント2008」（2回戦進出）※ぴっかり高木とR藤本として出場
- 「60秒エピソードバトル10 Cブロック」（1位）

### お笑いライブ
- ぴかぴかライブ（自身が主催するインディーズ系お笑いライブ）
- 中等部!!!（ワッハ上方レッスンルーム）
- イエローマン（森プロジェクト主催のライブ）
- お笑い道場・真剣笑武（スタジオエスク）
- ハシグチトシオ（大阪難波OCAT4階学習センター、2008年10月24日）
- ジリンティ（大阪難波ワッハ上7階レッスンルーム、2008年10月26日）
- AGEAGEプロジェクト（渋谷公園通りシアターD、2008年11月26日）
- バトルオワライヤル（ルミネtheよしもと、2008年12月7日）
- ぴっかり高木ナイト（ネイキッド・ロフト、2012年12月7日）

#### アニ×ワラ
- 天津向プロデュース「アニ×ワラ」
  - アニ×ワラ（新宿FACE、2014年1月18日）
  - アニ×ワラ14WINTER（新宿BLAZE、2014年11月9日）
  - アニ×ワラ 2015 SUMMER（渋谷O-EAST、2015年5月23日）

#### 山梨県ライブツアー
- 山梨27市町村ライブツアー（山梨県全域、2015年1月～12月）
  - 高木といしいがメイン出演。ハイキングウォーキング、ウーマンラッシュアワー、大西ライオン、ジョイマンらが特別ゲストとして出演。

大月市、市川三郷町、甲斐市、笛吹市、昭和町、中央市、甲府市、南アルプス市、山梨市、韮崎、富士吉田市、甲州市、富士河口湖町
丹波山村、鳴沢村、身延町、忍野村、小菅村、都留市、北杜市、上野原市、西桂町、道志村、山中湖村、南部町、早川町、富士川町

#### 「劇団アニメ座」
- 劇団アニメ座 旗揚げ公演（新宿シアターモリエール、2010年11月15日）
- 劇団アニメ座 2回目公演（新宿シアターモリエール、2011年4月2日）
- 劇団アニメ座 大阪公演 ～あの旗揚げ公演を大阪で行きまーす～（京橋花月、2011年7月2日）
- 劇団アニメ座 東名京ツアー ～めぐりたい、そりゃ～（祇園花月、2012年5月13日・名鉄ホール、2012年5月19日・ルミネtheよしもと、2012年6月3日）
- 劇団アニメ座本公演～Z・刻を越えて～（ルミネtheよしもと、2013年5月25日）
- 劇団アニメ座ツアー2013 ～アニメじゃない、ほんとのことさ～(あるあるYY劇場、2013年7月20日・5upよしもと、2013年8月17日・東建ホール、2013年8月25日・ルミネtheよしもと、2013年9月22日)
- 劇団アニメ座本公演～旗揚げのやつを再び～(よしもと幕張イオンモール劇場、2014年3月26日)
- 劇団アニメ座本公演〜アニメが好きだと叫びたい〜（ルミネtheよしもと、2014年6月1日）
- 第3次 アニメ座vsDB芸人（新宿ロフトプラスワン、2016年2月26日）
- 劇団アニメ座本公演 ～アニメの星へ愛を込めて～（ルミネtheよしもと、2016年3月4日）
- 劇団アニメ座～アニメ座岡山に立つ！～（おかやま未来ホール、2016年5月5日）
- 第4次 アニメ座vsDB芸人[16]（新宿ロフトプラスワン、2016年8月5日）
- 劇団アニメ座DB超（ルミネtheよしもと、2017年11月23日）

### イベント
- 南甲府警察署「振り込み詐欺防止キャンペーンDVD」（特殊詐欺STOP隊長として出演）

## 雑誌
- コーナー「今月のぴっかり高木」（甲州市「広報こうしゅう」、2013年5月[13] - ???）